# Цанко Дюстабанов
Цанко Христов Дюстабанов е български националреволюционер и участник в Априлското въстание през 1876.

## Биография
Цанко Дюстабанов е роден на 13 май 1844 г. в град Габрово. Син е на богат бегликчия, племенник е на Васил Априлов и близък роднина по майчина линия на Николай Палаузов.
Завършва Габровското класно училище. Според някои източници през 1872 – 1873 г. учи в Робърт колеж (Цариград). Владее отлично френски и турски. Сдружава се с видния адвокат Христо Арнаудов от Габрово, с когото превеждат Наполеоновия кодекс от турски и гръцки на български език.
През 1873 г. се връща в Габрово и се отдава изцяло на обществена и родолюбива дейност. През 1875 г. е избран за член на училищното настоятелство. Поради доброто познаване на шериата е избран за член и на Габровския казалийски съд. В самия край на 1875 г. организира градско събрание, което да изготви махзар (петиция) до правителството с три основни искания:
- премахване на стария позорен данък бедел, който само българите плащат, заради военната охрана, която им осигурявало османското;
- признаване на българския език като втори официален език на империята;
- признаване правото на българите на редовна военна служба.

### Революционна дейност
Въпреки че дотогава не е привърженик на революционната борба от 1876 г. е член на Габровския частен революционен комитет. Главен войвода през Априлското въстание в Първи търновски революционен окръг. Води чета в района на Батошево, Кръвеник и Ново село. Под негово ръководство въстаниците отблъскват десетки атаки на превъзхождащите като брой турци, но в крайна сметка въстанието е потушено. Тежко ранен в ръката се укрива в колибите „Буйновци“. Предаден, заловен и откаран през Габрово във Велико Търново. Тук е съден, заедно с други заловени въстаници от Търновския военнополеви съд с председател Али Тефик бей. По време на делото Цанко Дюстабанов изрича думите, които и до днес са свързани с историята на Априлското въстание:
„Аз зная много добре, че царството ви е голямо, че силата, войската и оръжието е във ваши ръце, че със сила ние не ще ви надвием. Но зная още, че вие сте варвари и тирани, че поради въстанието ще нападнете на невинните и мирни жители и ще направите зверства. Нашата цел, прочее, не е била да ви надвием със сила, но само да ви предизвикаме и да направите зверства, които вече направихте премного и благодарение на което се компрометирахте пред целия образован свят, а тая наша цел е достигната вече. Бъдете следователно известени, че ние победихме!
Вие като изгорихте толкова къщи и села на мирните българи, като изклахте толкова невинни старци, бабички, жени и деца, като разорихте толкова църкви и училища, трябва да знаете, че цяла Европа се възмути от вашите зверства и тя скоро ще дойде да ви изгони от тука. Затова стягайте се да бягате към Анадола.
Вие издадохте Хатишерифа и не го изпълнихте, издадохте Хатихумаюна и него не изпълнихте, обещахте правдини на християните и тях не дадохте. Мислите си, че все с лъжа ще я карате! Европа се насити на лъжите ви и вече не ви вярва. Вашата се свърши вече. Европа, както казах, ще ви изпъди оттука".
Осъден е на смърт заедно с Еким Цанков, свещеник Иван Гъбенски, Тодор Кирков и Стефан Пешев. Обесен на 15 юни 1876 г. в Търново заедно с Еким Цанков и свещеник Иван Гъбенски.

## В знак на признателност
- През 1903 г. излиза от печат книгата "Историята на града Габрово и Габровските въстания“, написана от синовете на свещеник Иван Гъбенски Петър и Христо Гъэбенски.
- През 1926 г. големият краевед на Габрово д-р Петър Цончев издава книгата „Цанко Христовъ Дюзтабановъ“.
- На Цанко Дюстабанов е наречена улица в квартал „Хаджи Димитър“ в София (Карта).
- На 7 септември 2011 г. по инициатива на Елена Колева и Ивелина Колева, съвместно с всички габровски свещеници, в храм „Успение Богородично“, около саркофага с костите на свещеник Иван Гъбенски, за първи път след промените беше отслужена общоградска панихида в памет на загиналите в Габровското въстание Цанко Дюстабанов, Еким Цанков, свещеник Иван п. Петков Гъбенски, Христо Габровчето, Тотьо Иванов х. Досев и др. – общо 72 четници. Поводът е 135 г. от избухване на Габровското въстание. [2]